# Abbreviazione scribale

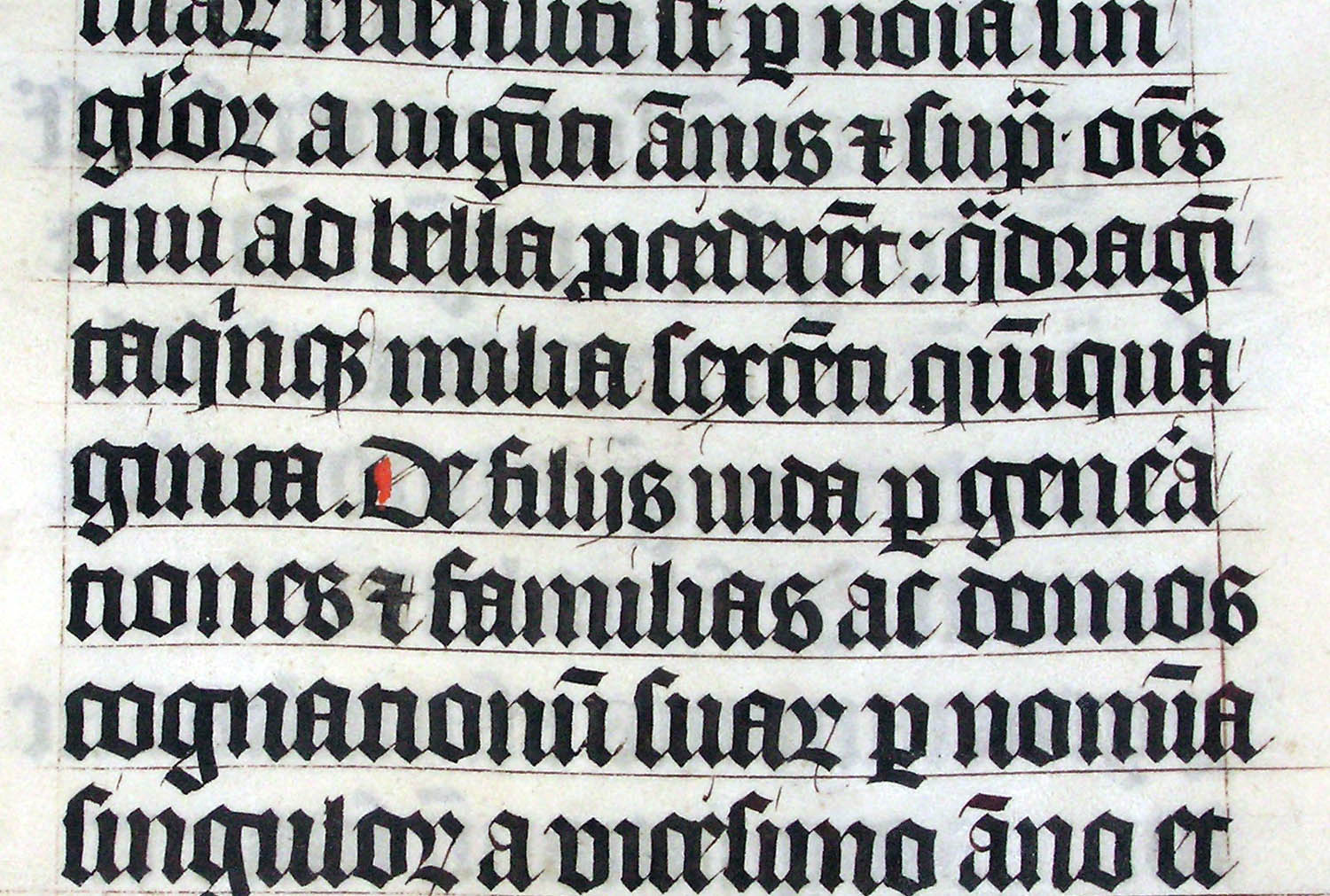
I manoscritti medievali usano frequentemente delle abbreviazioni.

Il termine abbreviazione scribale (sigla) indica un'abbreviazione usata dagli scribi antichi e medievali che scrivevano in latino.

## Storia
L'uso delle abbreviazioni è dovuto, in parte, alle caratteristiche del tipo di materiale impiegato nella creazione delle opere, quali pietra, marmo, bronzo o pergamena. Lapidari, scalpellini e copisti avevano tutti la necessità di sfruttare al massimo lo spazio disponibile sul materiale. Queste abbreviazioni, effettivamente, si incontrano raramente all'inizio dell'era cristiana quando il materiale di tutti i generi era abbondante e non vi era di conseguenza necessità di effettuare risparmi nell'utilizzo. Dal III o IV secolo si incomincia ad avere un incremento nell'utilizzo dovuto alla scarsità e al costo del materiale e perciò gli artigiani furono costretti a scrivere testi lunghi su superfici di dimensioni piuttosto piccole. 
I romani avevano un alfabeto conosciuto con il nome di Notae Tironienses (note Tironiane), che serviva allo stesso scopo dei moderni sistemi di stenografia. Il suo utilizzo necessitava di un corso di studi speciale e c'è ancora molta incertezza sul significato dei caratteri impiegati. Le iscrizioni eseguite sulla pietra fanno un uso frequente delle abbreviazioni. In alcuni periodi successivi - per esempio in Spagna durante il medioevo, si abusò di questo strumento il che portò all'invenzione di simboli che sono oggigiorno indecifrabili.
Le abbreviazioni scribali hanno avuto un revival nel ventunesimo secolo perché il Parlamento scozzese recentemente ricostituito ha necessità di scoprire cosa contengano i vecchi codici di legge scozzese scritti in latino. Coloro che hanno imparato latino senza avere imparato anche il latino paleografico trovano queste abbreviazioni incomprensibili. Ad un recente conteggio vi erano intorno alle quattordicimila abbreviazioni.

## Forme

Forma abbreviata del latino praedicatorum, quoque, conversis, quorum.

Nel periodo di maggior sviluppo dell'epigrafia alcune regole erano strettamente osservate. Le abbreviazioni comunemente in uso ricadevano in due categorie:
- La riduzione della parola alla sua lettera iniziale;
- La riduzione della parola alle sue prime lettere presse in gruppo o a più lettere prese ad intervallo nel corpo della parola e ordinate posizione per posizione.

L'ultima sistemazione era quasi esclusivamente cristiana, mentre nelle iscrizioni non cristiane il numero delle lettere lasciate nell'abbreviazione poteva essere più o meno limitato ma le lettere intermedie non venivano omesse.
Occasionalmente una frase costantemente usata e divenuta ormai una formula viene raramente trovata in altro modo che come abbreviazione (esempio: D.M. for Diis Manibus, IHS per Gesù, R.I.P. per requiescat in pace). 
Un'altra forma di abbreviazione consiste nel raddoppio dell'ultima consonante della parola abbreviata o riportata tante volte quante sono le persone a cui si riferisce, ad esempio AVG per Augustus e AVGG per Augusti duo. Gli scalpellini comunque iniziarono presto a non seguire strettamente questa regola e, al posto di scrivere COSS per Consulibus duobus, inventarono la forma CCSS. Ancora, quando c'era la necessità di riferirsi a tre o quattro persone, questo raddoppio dell'ultima consonante diede spazio alle necessità, nell'abbreviazione, di un semplice simbolo per il plurale. Una linea orizzontale su una lettera o su un insieme di lettere fu allora molto usata e destinata realmente a divenire quasi universale nei secoli del medioevo. La linea ondulata, oppure curva ad ogni estremità e crescente solamente nel centro entrò in uso in un periodo relativamente più tardo.
I segni di abbreviazione consistono in tilde, macron e simboli che assomigliano agli apostrofi posti al di sopra delle lettere. Altre modifiche includono barre e aste estese. Queste abbreviazioni erano usate per i prefissi e verbi, nomi, e suffissi aggettivali. Queste non devono venir confuse con le forme di abbreviazione che non utilizzano simboli inusuali, alcune delle quali sono sopravvissute, tra le quali i.e. e loc. cit. (viz, comunque, e un'abbreviazione per "videlicet", costituita da vi + un simbolo abbreviativo che assomiglia alla lettera z o al numero 3) 
Inoltre nelle abbreviazioni scribali presenti nei testi antichi si potranno trovare vari caratteri inclusi digrammi, s lunga e r rotunda, i quali sono abbastanza difficili da comprendere. La coppia di caratteri "u" e "v", così come la coppia "i" e "j", nella scrittura medievale non venivano distinti l'uno dall'altro. Oggigiorno le lettere “variate” e le abbreviazioni scribali sono sostituite sistematicamente con le parole latine complete corrispondenti da molti editori che ancora pubblicano opere latine e le lettere che possono venir confuse sono distinte in modo tale che i caratteri che "j" e "v" non hanno più valore di vocale.
Una delle abbreviazioni scribali rimaste è l'e commerciale (&), dalla parola latina (o francese), et, che significa “e”. Ci sono molti altri possibili modi di scrivere la parola et; un esempio è il simbolo tironiano "⁊" che assomiglia al numero 7, tranne per l'altezza della x, il quale viene usato nella Lingua irlandese per indicare la congiunzione “e”.
Tecnicamente la e commerciale (&) è una legatura. Quando la stampa a caratteri mobili fece la sua comparsa nel XV secoli le fonderie tipografiche crearono molte differenti legature per coprire ogni set di caratteri. Questi set vennero chiamati “record type”.  Manoscritti in antico greco, una lingua che comparve nell'Europa occidentale con il  Rinascimento, usavano delle abbreviazioni simili che furono anch'esse convertite in legature. Questo era un modo di imitare la scrittura dei copisti a cui i lettori erano maggiormente abituati. Ma le abbreviazioni scribali non si applicarono alle lingue parlate d'Europa. Nelle opere che furono pubblicate in queste lingue, una conseguenza che spesso si immagina essere dovuta alla Riforma, le abbreviazioni scribali scomparvero.
Alcune altre abbreviazioni sopravvissute sono il segno di percentuale (%, dall'italiano per cento) e il permille (‰), la chiocciola (@, legatura di at in inglese), il simbolo della sterlina britannica ("₤" o in seguito più comunemente nel Regno Unito  "£", da librum cioè libbra), il simbolo dollaro ($), in accordo con alcune teorie.